# روجر دوغلاس
روجر دوغلاس (بالإنجليزية: Roger Douglas)‏ هو سياسي نيوزلندي، ولد في 5 ديسمبر 1937 في أوكلاند في نيوزيلندا. حزبياً، نشط في حزب العمال النيوزيلندي. وقد انتخب وزير المالية ‏ (26 يوليو 1984 – 14 ديسمبر 1988) وانتخب عضو مجلس النواب النيوزيلندي عن دائرة Manurewa (New Zealand electorate) ‏.